# Józef Paczoski
Józef (Jyzef) Konrad Paczoski (n. 8 decembrie 1864, Białogródka - d. 14 februarie 1942, Sierosław  în apropiere de Poznań) a fost un geobotanist, entomolog, geograf și ecolog polonez, membru titular al Academiei Poloneze de Științe. În 1897-1920 a fost întemeitor și director al muzeului de Științe Istorice din Herson. În 1923 a părăsit Polonia plecînd în Rusia. A efectuat cercetări științifice în domeniul fitocenologiei. 

## Plante descrise de Paczoski
- Agropyron pseudocaesium
- Centaurea hypanica
- Cerastium schmalhausenii
- Chamaecytisus skrobiszewskii
- Dendrophthora leucocarpa
- Elytrigia pseudocaesia
- Juncus tyraicus
- Nonea pulchella
- Onobrychis longiaculeata
- Phoradendron leucocarpum
- Phrygilanthus chodatianus
- Phrygilanthus monzoniensis
- Phrygilanthus peruvianus
- Pterotheca caspica
- Ranunculus zapalowiczii
- Silene astrachanicum
- Stipa brauneri
- Tithymalus tanaiticus
- Tristerix chodatianus
- Tristerix peruvianus
- Veronica Ч pseudoorchidea

## Publicații
- poloneză Paczoski J.K., Szafer W., Raciborski M., Pawłowski B., Kulczyński S. Flora polska: Rośliny naczyniowe Polski i ziem ościennych. Dwuliścienne wolnopłatkowe: dwuokwiatowe. Kraków: Polska Akademja Umiejętności. 1927
- poloneză Paczoski J.K. Roślinność Puszczy Białowieskiej. La végétation de la Forêt de Białowieża. Varsovie, 1928
- poloneză Paczoski J.K. Biologiczna struktura lasu. Sylwan, 1928
- poloneză Paczoski J.K. Lasy Bośni. Die Wälder Bosniens. Lwów: Polskie Towarzystwo Leśne, 1929
- poloneză Paczoski J.K. Lasy Białowieży // Monografje Naukowe. Poznań, Państwowa Rada Ochrony Przyrody. 1930. № 1
- poloneză Paczoski J.K. Obszerna monografia przyrodnicza jeszcze sprzed formalnego utworzenia Parku, 1930
- poloneză Paczoski J.K. Podstawowe zagadnienia geografji roślin. Poznań: Biblioteca Botaniczna. 1933
- poloneză Paczoski J.K. Piętrowość lasu. Poznań: Biblioteca Botaniczna. 1935
- poloneză Paczoski J.K. Bioindukcja w państwie roślinnym. Poznań: Poznańskie Towarzystwo Przyjaciół Nauk, 1947